# オイスカ
公益財団法人オイスカは、新宗教団体三五教（あなないきょう）を母体として設立された公益財団法人。以前は外務省、厚生労働省、農林水産省、経済産業省共管の 特例財団法人だったが、2011年2月に公益法人制度改革に伴って公益財団法人へと移行。国際的な農業開発協力、環境保全、人材育成などの活動を行っている。
「オイスカ（OISCA）」の名称は、「すべての人々がさまざまな違いを乗り越えて共存し、地球上のあらゆる生命の基盤を守り育てようとする世界」を目指して1965年に「精神文化国際機構」から改称された「国際NGOオイスカ・インターナショナル」（The Organization for Industrial, Spiritual and Cultural Advancement-International）に由来する。
国際協力NGOセンター(JANIC)の調査報告によれば、2007年時点で270以上存在した日本のNGOのなかで、国際支援活動を目的とする団体のなかでオイスカは2番目に古く、2004年時点での収支規模は12億7千万円を超えて上位5団体に入っていた。
オイスカ関連施設として、オイスカ浜松国際高等学校（前身である学校法人中野学園天文地学専門学校は1969年設立。理事長は中野與之助）、オイスカ開発教育専門学校、月光天文台などがある。 かつてオイスカ浜松国際高校（当時・オイスカ高校）では、校内の神社参拝、旧軍隊式の敬礼、サーベルを構えた卒業式などが行われており、その様子がマスコミなどで取りざたされたことがある。
オイスカはオイスカ国際活動促進議員連盟を組織するなどアジア反共人脈とつながっている、との指摘もある。
また、オイスカ2代目総裁であった中野良子（三五教2代目教主・中野與之助の養女）は日本会議の代表委員を務め、中野良子からオイスカ会長を引き継いだ中野悦子（現理事長／三五教3代目教主）は2023年6月現在、日本会議の代表委員を務めている。

## 沿革
1960年、「三五教」を母体として財団法人「国際文化交友会」が設立され（翌1961年文部省許可）、三五教教祖の中野與之助が理事長に就任した
。
1961（昭和36）年5月、「国際文化交友会」が主催する第一回「精神文化国際会議」が東京日大講堂にて開催される。協賛には日本総調和連盟（会長 河野勝斎）。来賓として、迫水久常（国務大臣）、古田重二良（日本大学会頭）、足立正（日本商工会議所会頭）らが出席した。また立正佼成会が全面的な協力体制を組んだ。
また同年10月、第二回「精神文化国際会議」が開催され、常設機関として「精神文化国際機構」（英語名：International Organization for Cultivating Human Spirit／略称：IOCHS）が設立され、中野與之助が初代総裁に就任。
なお、それに先立つ同年7月に日本総局が設立され、牧野虎次（元同志社大学総長）が初代会長に就任している。
その後も「精神文化国際会議」は毎年1〜2回の頻度で開催され、1965年には「オイスカ・インターナショナル」へと名称変更された。またIOCHSは、情報発信や文化交流を通じて人類精神を世界中に推進する国際機関として創立されたが、同1965年会議においてインド、パキスタン、フィリピンからの「食糧難で非常に困っているから、 ぜひオイスカに技術協力を頼む」との要請を受けて調査団を派遣。その調査結果に基づいて、同3ヵ国には「地域国民生活水準を向上せしめ、互いの固い精神的団結の下に産業開発に寄与」するために支援が必要だと判断。オイスカ初の農業開発活動が開始されることとなった。
1967年3月、オイスカ国際活動促進議員連盟が結成され、西村直巳が初代会長に就任
1969年5月、前年に設立総会が開かれていた、財団法人「オイスカ産業開発協力団」の設立が認可され、会長に中野與之助、理事長には東龍太郎が就任
1974年6月、三五教2代目教主であり、中野與之助の養女でもある中野良子がオイスカ・インターナショナル第2代総裁に就任
1991年9月、子どもたちが取り組む森づくり活動として「子供の森」計画を発表し、活動をスタート
1993年6月、「国連地球サミット賞」を受賞。
2001年10月、創立40周年を記念し、「子供たちの未来と環境を考える一万人の集い」開催（東京）
2007年4月、「富士山の森づくり」事業を山梨県鳴沢村で開始
2011年2月、認定を受けて公益財団法人となる。
2011年3月、「東日本大震災復興　海岸林再生プロジェクト」を宮城県名取市で開始
2015年6月16日、中野良子の会長退任に伴い、三五教の第3代目教主である中野悦子が会長就任。。
2017年6月6日、会長であった中野悦子が理事長となり、渡辺利夫（拓殖大学学事顧問）が会長に就任。